# Blennius normani
Blennius normani är en fiskart som beskrevs av Poll, 1949. Blennius normani ingår i släktet Blennius och familjen Blenniidae. Inga underarter finns listade.